# Yevgeniy Gidich
Yevgeniy Gidich, né le 19 mai 1996 à Kökşetaw, est un coureur cycliste kazakh.

## Biographie
En catégorie juniors, Yevgeniy Gidich est médaillé d'argent du championnat d'Asie sur route en 2014. L'année suivante, il est engagé par l'équipe continentale Vino 4-ever, dans laquelle il reste trois ans. En 2016, il est vainqueur d'étape du Tour d'Iran - Azerbaïdjan, du Tour du lac Qinghai et du Tour de Bulgarie, deuxième du Tour des Philippines, troisième du championnat du Kazakhstan sur route espoirs. En 2017, il s'impose au classement général du Tour de Thaïlande et sur une étape du Tour du lac Qinghai, prend la deuxième place du North Cyprus Cycling Tour et du championnat d'Asie sur route espoirs, la troisième du Tour de Corée. À partir du mois d'août, il est stagiaire au sein de l'équipe professionnelle Astana. Il dispute avec elle le Tour du Danemark, le Grand Prix de Fourmies et la Brussels Cycling Classic avant de prendre, en fin d'année, la septième place du Tour d'Almaty. 
Il devient professionnel en 2018 chez Astana, qui l'engage pour deux ans. Durant ses premiers mois, il est sixième du Tour de Langkawi puis troisième et meilleur jeune du Tour de Croatie. Il obtient son premier succès pour l'équipe lors de la troisième étape du Tour de Croatie 2019. Il devient également cette année-là champion d'Asie sur route et du contre-la-montre par équipes avec le maillot de l'équipe nationale kazakhe. 
En mars 2022, il participe à Milan-San Remo, où il est membre de l'échappée du jour. Peu de temps après, il est à nouveau champion d'Asie du contre-la-montre par équipes.
En 2023, il a participé aux championnats asiatiques de cyclisme sur route, où l'équipe du Kazakhstan a remporté la première place.
Il quitte la formation kazakhe à la fin de la saison 2024 pour rejoindre l'équipe continentale chinoise China Glory-Mentech.

## Palmarès
- 2014
  -  Médaillé d'argent du championnat d'Asie sur route juniors
- 2016
  - 6e étape du Tour d'Iran - Azerbaïdjan
  - 3e et 5e étapes du Tour du lac Qinghai
  - 1re étape du Tour de Bulgarie
  - 2e du Tour des Philippines
  - 3e du championnat du Kazakhstan sur route espoirs
- 2017
  - Tour de Thaïlande :
    - Classement général
    - 1re étape

  - 13e étape du Tour du lac Qinghai
  - 2e du North Cyprus Cycling Tour
  -  Médaillé d'argent du championnat d'Asie sur route espoirs
  - 3e du Tour de Corée
- 2018
  - 3e du Tour de Croatie
- 2019
  -  Champion d'Asie sur route
  -  Champion d'Asie du contre-la-montre par équipes
  - 3e étape du Tour de Croatie
  - 3e de l'UCI Asia Tour
- 2021
  - 2e du championnat du Kazakhstan sur route
- 2022
  -  Champion d'Asie du contre-la-montre par équipes
  -  Champion du Kazakhstan sur route
  - 3e du Grand Prix Gazipaşa
- 2023
  - 3e et 4e étapes du Tour de Van
  -  Médaillé d'argent du championnat d'Asie sur route
- 2025
  - 2e du Grand Prix international de la ville d'Alger

## Classements mondiaux
| Année                                 | 2015 | 2016 | 2017  | 2018 | 2019 | 2020  | 2021 | 2022 | 2023 | 2024  |
| ------------------------------------- | ---- | ---- | ----- | ---- | ---- | ----- | ---- | ---- | ---- | ----- |
| UCI World Tour                        |      | nc   | nc    | 380e |      |       |      |      |      |       |
| Classement mondial                    |      | 305e | 187e  | 377e | 213e | 1494e | 601e | 364e | 308e | 1034e |
| UCI Europe Tour                       | nc   | 937e | 1045e | 338e |      |       |      |      |      |       |
| UCI Asia Tour                         | 319e | 24e  | 5e    | 118e | 3e   | 106e  | 8e   | 7e   | 9e   | 60e   |
|                                       |      |      |       |      |      |       |      |      |      |       |
| Légende : nc = non classéSource : UCI |      |      |       |      |      |       |      |      |      |       |